# Закон Гутенберга — Рихтера
Закон Гутенберга — Рихтера в сейсмологии описывает зависимость между магнитудой и общим числом землетрясений для любого заданного региона и промежутка времени:
{\displaystyle {\log _{10}N}=a-bM}
или
{\displaystyle N=10^{a-bM}}
где {\displaystyle N} — число событий с магнитудой {\displaystyle \geq M}, а {\displaystyle a} и {\displaystyle b} — константы.
Данная зависимость была впервые предложена Чарльзом Рихтером и Бено Гутенбергом, являясь удивительным образом устойчивой как в пространстве, так и во времени.
Константа b обычно равняется 1.0 для сейсмически активных регионов. Это означает, что для каждого события с магнитудой 4.0 обычно приходится 10 землетрясений с магнитудой 3.0 и 100 — с магнитудой 2.0. В зависимости от тектонической структуры региона, b-значение может варьироваться от 0.5 до 1.5. Заметным исключением являются события типа «рой землетрясений», для которых b-значение может превышать 2.5, что означает большую пропорцию малых землетрясений по отношению к крупным.
О некоторых пространственных и временных вариациях b-значений единого мнения не сложилось. Наиболее частые факторы, которыми пытаются объяснить подобные вариации:
- напряжение земных пород[3];
- глубина,[4];
- фокальный механизм,[5];
- гетерогенность прочности пород,[6].

Имеет место тенденция уменьшения b-значения при землетрясениях с небольшой магнитудой. Данный эффект известен как «roll-off»-эффект b-значений, выражающийся в том, что линия на графике логарифмической записи закона становится площе по мере уменьшения магнитуды. Ранее это объяснялось простой неполнотой данных, так как, в идеале, все события должны вписываться в зависимость и лежать на одной прямой. Предполагалось, что множество мелких землетрясений просто не зарегистрированы и отсутствуют в выборке в силу того, что слишком мало станций может определить и зафиксировать их. Тем не менее, некоторые современные модели динамики землетрясений уже изначально описывают данный эффект.
Меньший научный интерес представляет a-значение, выражающее сейсмичность региона, что особенно заметно, если выразить закон через общее число событий:
{\displaystyle N=N_{\mathrm {TOT} }10^{-bM}\ }
где {\displaystyle N_{\mathrm {TOT} }=10^{a}\ } — общее число событий.